# 澤利瓦區
澤利瓦區（romanized: Zel'venskiy rayon）是白俄羅斯西北部格羅德諾州的一個區，行政中心为泽利瓦，面積869.69平方公里，2009年人口19,119，人口密度每平方公里21.9人。